# Убивства в одній будівлі
«Убивства в одній будівлі» (англ. Only Murders in the Building) — американський комедійний телесеріал, створений Стівом Мартіном та Джоном Гофманом. Прем'єра першого сезону відбулася на Hulu 31 серпня 2021 року, другого — 28 червня 2022 року, третього — 8 серпня 2023 року, четвертого — 27 серпня 2024 року; прем'єру п'ятого заплановано на 9 вересня 2025 року.

## Сюжет
Серіал розповідає про трьох сусідів, які через свою одержимість всякими злочинами вирішують разом вести про це подкаст. На щастя, у їхньому будинку скоєно вбивство, а підозрюваними стають усі мешканці дому.

## Акторський склад та персонажі

### Головні
| Актор         | Роль                 |
| ------------- | -------------------- |
| Стів Мартін   | Чарльз-Гейден Севідж |
| Мартін Шорт   | Олівер Патнем        |
| Селена Гомес  | Мейбл Мора           |
| Емі Раян      | Джен Беллоуз         |
| Кара Делевінь | Еліс Бенкс (2 сезон) |

### Другорядні
| Актор                | Роль                     |
| -------------------- | ------------------------ |
| Джейн Гудішелл       | Банні Фолгер             |
| Тедді Колука         | Лестер                   |
| Ванесса Аспіллага    | Урсула                   |
| Майкл Сиріл Крейтон  | Говард Морріс            |
| Тіна Фей             | Сінда Каннінг            |
| Натан Лейн           | Тедді Дімас              |
| Майкл Рапапорт       | детектив Крепс           |
| Да'Він Джой Рендольф | детектив Вільямс         |
| Пол Радд             | Бен Гленрой              |
| Меріл Стріп          | Лоретта Деркін (3 сезон) |

### Епізодичні
| Актор          | Роль                  |
| -------------- | --------------------- |
| Адріан Ленокс  | Роберта               |
| Джейн Лінч     | Сазз Патакі           |
| Ширлі Маклейн  | Роуз Купер            |
| Марк Консуелос | покійний батько Мейбл |
| Джиммі Феллон  | камео                 |
| Емі Шумер      | камео                 |
| Стінг          | камео                 |

## Список серій

### Перший сезон (2021)
| № серії (загалом) | № серії (в сезоні) | Назва серії                                                                       | Режисер(и)         | Сценарист(и)                             | Оригінальна дата показу |
| --- | ------------------ | --------------------------------------------------------------------------------- | ------------------ | ---------------------------------------- | ----------------------- |
| 1 | 1                  | «Справжній злочин» «True Crime»                                                   | Джеймі Бебіт       | Джон Гофман, Стів Мартін                 | 31 серпня 2021          |
| Сусідів з Верхнього Вестсайда Чарльз, Олівер та Мейбл пов'язує спільна пристрасть до справжнього злочину. Коли у їхньому домі скоєно вбивство, тріо вирішує розкрити таємницю та записати про це подкаст. |                    |                                                                                   |                    |                                          |                         |
| 2 | 2                  | «Хто такий Тім Коно?» «Who Is Tim Kono?»                                          | Джеймі Бебіт       | Джон Гофман, Стів Мартін, Kirker Butler  | 31 серпня 2021          |
| Група починає вивчати жертву. Тим часом назовні випливає таємне минуле Мейбл. |                    |                                                                                   |                    |                                          |                         |
| 3 | 3                  | «Наскільки добре ви знаєте своїх сусідів?» «How Well Do You Know Your Neighbors?» | Джилліан Робесп'єр | Джон Гофман, Стів Мартін, Бен Сміт       | 31 серпня 2021          |
| Олівер використовує свої навички театрального режисера для аналізу справи. Чарльз і Мейбл розпитують нав'язливого котятника. |                    |                                                                                   |                    |                                          |                         |
| 4 | 4                  | «Стінг» «The Sting»                                                               | Джилліан Робесп'єр | Джон Гофман, Стів Мартін, Kristin Newman | 7 вересня 2021          |
| Олівер підозрює, що Стінг отруїв бульдога Олівера - Вінні, і заручається допомогою Чарльза та Мейбл, щоб довести причетність співака до отруєння тварини та вбивства Тіма. Порадившись із Синдою Кеннінг, яка веде їх улюблений подкаст, тріо підносить Стінгу індичку і розпитує його про Тіма, який, як з'ясувалося, був колишнім інвестиційним брокером Стінга. Стінг зізнається, що після того, як Тім витратив значну суму його грошей, він звільнив Тіма і наказав йому накласти на себе руки, але відчуває полегшення, коли трійця оголошує, що, на їхню думку, смерть Тіма була вбивством, а не самогубством. Тим часом Чарльз іде до ресторану на побачення з Джен. Воно проходить невдало, але Джен погоджується на друге побачення після того, як Чарльз розповідає їй про своє особисте життя. Уілл, син Олівера, повідомляє, що Мейбл під час шкільних канікул жила в «Арконії» і постійно контактувала з місцевими хлопцями, одним із яких був Тім. У флешфорварді, дія якого відбувається через кілька місяців, Чарльз, Олівер і Мейбл стають суб'єктами нового подкасту Сінди Кеннінг «Вбивства в одному будинку». |                    |                                                                                   |                    |                                          |                         |
| 5 | 5                  | «Сюжетний поворот» «Twist»                                                        | Дон Скардіно       | Джон Гофман, Стів Мартін                 | 14 вересня 2021         |
| 6 | 6                  | «Захищати і служити» «To Protect and Serve»                                       | Дон Скардіно       | Джон Гофман, Стів Мартін                 | 21 вересня 2021         |
| 7 | 7                  | «Хлопець з квартири 6B» «The Boy from 6B»                                         | Cherien Dabis      | Джон Гофман, Стів Мартін                 | 28 вересня 2021         |
| 8 | 8                  | «Фанфіки»                                                                         | Шерін Дабіс        | Джон Гофман, Стів Мартін                 | 5 жовтня 2021           |
| Тедді повертає Мейбл та Олівера до «Арконії» з умовою, що вони припинять випуск подкасту і знімуть підозри з родини Дімасів. Повернувшись до будівлі, Мейбл та Олівер стикаються з чотирма фанатичними шанувальниками подкасту. Детектив Вільямс пропонує трійці опублікувати всі можливі докази та озвучити свої підозри. Оскар розповідає, що кільце Зої зі смарагдом було у Тіма, коли він помер, але нинішнє місцезнаходження прикраси невідоме. Зневірившись знайти новий підхід до справи, Олівер запрошує шанувальників подкасту допомогти групі розкрити вбивство. Чарльз постійно відволікається на Джен, і Мейбл з Олівером змушують її відмовитися від участі у розслідуванні. Джен повертається у свою квартиру і бачить на вхідних дверях записку із попередженням «Я стежу за тобою». Проходить прем'єра фінальної серії подкасту із доказами злочинів Дімасів. Вільямс починає сумніватися у причетності Дімасів до вбивства, коли внаслідок токсикологічної експертизи з'ясовується, що Тім помер через отруєння. Записи з камер відеоспостереження під час пожежної тривоги доводять, що Тедді та Тео не були у будівлі під час вбивства Тіма. Чарльз приходить у квартиру Джен і знаходить її непритомною на підлозі. |                    |                                                                                   |                    |                                          |                         |
| 9 | 9                  | «Дубль другий»                                                                    | Джеймі Бебіт       | Джон Гофман, Стів Мартін                 | 12 жовтня 2021          |
| Тріо знімає свої звинувачення у причетності Тедді та Тео до вбивства Тіма. Джен виживає після ножового поранення, і Чарльз допомагає їй прийти до тями. До Чарльза заявляється його колишній дублер Сез Патакі, і відразу підключається до розслідування попри невдоволення Олівера і Джен. Банні скликає збори мешканців будівлі з приводу подкасту, і мешканці голосують за виселення тріо, навіть після того, як Чарльз каже, що випуск подкасту завершено. Олівер і Мейбл намагаються знайти нову зачіпку, щоб переконати Чарльза продовжити розслідування, і припускають, що Тім міг мати таємну подружку, і цю теорію підтверджує сусідка Тіма Ідіко. Чарльз іде на концерт Джен на настійну вимогу Сез і бачить молоду жінку-фаготистку, яка замінила Джен на місці провідної фаготистки. У цей час Олівер і Мейбл знаходять йорчик для фагота, захований у скриньку з секс-іграшками Тіма. |                    |                                                                                   |                    |                                          |                         |
| 10 | 10                 | «Справу закрито»                                                                  | Джеймі Бебіт       | Джон Гофман, Стів Мартін                 | 19 жовтня 2021          |
| Тріо розуміє, що вбивцею є Джен, у якої були романтичні стосунки з Тімом Коно, і через день після розлучення вона вбила його заради помсти. Джен приходить у квартиру Чарльза під час антракту, і Чарльз здогадується, що вона отруїла його за допомогою носової хустки. Мейбл та Олівер проникають у квартиру Джен, де знаходять у шафі пляшку з отрутою та коробку з написом «Токсини Джен». Джен збирається отруїти газом усіх мешканців будівлі через каміни, які були відкриті після смерті Тіма, але трійця біжить до підвалу та запобігає катастрофі. У підвалі вони стикаються з Джен, озброєною пістолетом. Виникає бійка, і Мейбл оглушує Джен за допомогою кільця зі смарагдом. Джен заарештовують. Трійця наголошує на успішному завершенні справи на даху будівлі. Мейбл йде за шампанським, а Олівер і Чарльз одержують загадкове текстове повідомлення, в якому їм наказується негайно покинути будівлю. Повторюється відкриваюча сцена першої серії: Олівер і Чарльз біжать до Мейбл і знаходять її схилившись над трупом сусідки Банні. Тріо виводять із будівлі в наручниках, а мешканці «Арконії» та інші люди, включаючи детективи Вільямс, Оскара та Сінду, спостерігають за тим, що відбувається.                 |                    |                                                                                   |                    |                                          |                         |

### Другий сезон (2022)
| № серії (загалом) | № серії (в сезоні) | Назва серії                   | Режисер(и)    | Сценарист(и)                              | Оригінальна дата показу |
| --- | ------------------ | ----------------------------- | ------------- | ----------------------------------------- | ----------------------- |
| 11 | 1                  | «Підозрювані»                 | Джон Гофман   | Джон Гофман, Ноа Левін                    | 28 червня 2022          |
| Поліцейські допитують Чарльза, Олівера та Мейбл, після чого відпускають їх і просять не втручатися у справу про вбивство Банні. Повертаючись до «Арконії», Мейбл пропонує своїм партнерам дотриматися поради поліції. Жінка на ім'я Еліс запрошує Мейбл на виставку до художньої галереї та радить Мейбл знову зайнятися малюванням. Тим часом Чарльзу пропонують роль дядька Браззоса у перезапуску "Браззоса". Трійця виявляє, що Сінда завела про них подкаст і мають намір провести розслідування, щоб обілити свої імена. Мейбл згадує, що Банні сказала їй «14» перед смертю. Тріо проникає у квартиру Банні і виявляє, що її домашній папуга імітує голос Банні. Коли в квартиру входять Говард та Ума, трійця ховається у шафі та підслуховує, що з квартири Банні зникла цінна картина. Сховавшись на потайному ліфті, вони повертаються до своїх квартир, а Чарльз виявляє зниклу картину на стіні своєї кімнати. |                    |                               |               |                                           |                         |
| 12 | 2                  | «Підстава»                    | Джон Гофман   | Крістін Н'юман                            | 28 червня 2022          |
| Чарльз розуміє, що на картині зображений його батько, а Мейбл згадує, що Банні також прошепотіла їй "Севідж" перед смертю. На запрошення Говарда трійця відвідує поминки Банні, плануючи повернути картину її квартиру. На поминках вони зустрічають Леонору Фолджер, мати Банні та власницю картини. Олівер і Мейбл виносять картину на вулицю, плануючи доставити її на таємному ліфті в квартиру Банні, але Чарльз випадково зачиняє двері ліфта. У паніці вони ховають картину серед баків для сміття, але пізніше виявляють, що вона зникла. Мейбл повертається до художньої галереї, де Еліс пропонує їй розбити скульптуру, щоб виплеснути свої емоції. А Олівер зустрічається з Емі в її квартирі і виявляє картину, що висить у неї на стіні. |                    |                               |               |                                           |                         |
| 13 | 3                  | «Останній день Банні Фолджер» | Джуд Вен      | Бен Сміт                                  | 5 липня 2022            |
| Папуга стає ключем до останнього дня Банні у її житті, який показує дивовижних людей, які перетнулися їй на шляху, що ще більше загострює потребу нашого тріо розкрити її вбивство. |                    |                               |               |                                           |                         |
| 14 | 4                  | «Тут дивлюся на тебе»         | Джуд Вен      | Стів Мартін, Джон Гофман, Валентина Гарса | 12 липня 2022           |
| Несподіваний відвідувач відкриває приховані секрети Арконії. А Чарльз розповідає, що одного разу він записав хіт-сингл, який був популярним у Німеччині. |                    |                               |               |                                           |                         |
| 15 | 5                  | «Підказка»                    | Шерієн Дабіс  | Маттео Боргезе, Роб Турбовски             | 19 липня 2022           |
| Син Олівера помічає дивовижну здатність свого батька розпізнавати обман в інших; продемонструвавши його через групову гру. |                    |                               |               |                                           |                         |
| 16 | 6                  | «Огляд продуктивності»        | Шерієн Дабіс  | Стів Мартін, Джон Гофман, Бен Сміт        | 26 липня 2022           |
| Олівер не вірить у невинність Білла і починає сумніватися в його минулому. Тим часом Сінда копається в минулому Мейбл і знаходить секрет, який може вказати на неї як на вбивцю. |                    |                               |               |                                           |                         |
| 17 | 7                  | «Перевертаючи шматочки»       | Кріс Тіг      | Стів Мартін, Джон Гофман, Стівен Марклі   | 2 серпня 2022           |
| Після інциденту в метро Мейбл отримує допомогу від союзника, який веде її парк розваг, наповнений жахом. Повернувшись в «Арконію», Чарльз і Олівер знаходять власну розвагу — і нові докази. |                    |                               |               |                                           |                         |
| 18 | 8                  | «Привіт, темрява»             | Кріс Тіг      | Стів Мартін, Джон Гофман, Младлен Джордж  | 9 серпня 2022           |
| Трійця намагається врятувати людину від вбивці під час відключення світла, а інші жителі Арконії шукають несподівані зв’язки. |                    |                               |               |                                           |                         |
| 19 | 9                  | «Спаринг-партнери»            | Джеймі Беббіт | Стів Мартін, Джон Гофман, Кіркер Батлер   | 16 серпня 2022          |
| Наближаючись до вбивці, Мейбл бере на ринг свій талант розслідувача. |                    |                               |               |                                           |                         |
| 20 | 10                 | «Я знаю хто це зробив»        | Джеймі Беббіт | Стів Мартін, Джон Гофман, Маттео Боргезе  | 23 серпня 2022          |
| Трійця нарешті дізнається хто вбив Банні, але після цього з'являються вже нові питання. |                    |                               |               |                                           |                         |

### Третій сезон (2023)
| № серії (загалом) | № серії (в сезоні) | Назва серії          | Режисер(и)                            | Сценарист(и)                                    | Оригінальна дата показу |
| --- | ------------------ | -------------------- | ------------------------------------- | ----------------------------------------------- | ----------------------- |
| 21 | 1                  | «Шоу повинно...»     | Джон Гофман                           | Стів Мартін, Джон Гофман, Сас Голдберг          | 8 серпня 2023           |
| Після падіння Бена Гленроя на сцені, Чарльз, Олівер і Мейбл об’єднують перші дні шоу з підозрілим акторським складом і знімальною групою, щоб визначити, чи була задіяна нечесна гра.                   |                    |                      |                                       |                                                 |                         |
| 22 | 2                  | «Ритм продовжується» | Джон Гофман                           | Стів Мартін, Джон Гофман, Бен Сміт              | 8 серпня 2023           |
| Мейбл, Олівер і Чарльз відвідують розкішний похорон Бена, повний шанувальників і тих, хто має більш сумнівні мотиви.                                                                                    |                    |                      |                                       |                                                 |                         |
| 23 | 3                  | «Візьміть хустинки»  | Адам Шенкман                          | Стів Мартін, Джон Гофман, Маттео Боргезе        | 15 серпня 2023          |
| Олівер намагається дати друге життя своєму шоу, оскільки розслідування справжнього вбивства знаходить неочікуваного союзника. Чарльз зближується з акторами, а Лоретта доводить, що її голос безцінний. |                    |                      |                                       |                                                 |                         |
| 23 | 4                  | «Біла кімната»       | Адам Шенкман                          | Стів Мартін, Джон Гофман, Дженніфер Джей Філбін | 22 серпня 2023          |
| Страх Чарльза досягає неймовірних висот, включаючи відрив від реальності. Мейбл стикається з таємничою особою з її минулого.                                                                            |                    |                      |                                       |                                                 |                         |
| 25 | 5                  | «Ах, любов!»         | Кріс Кох                              | Стів Мартін, Джон Гофман, Тесс Морріс           | 29 серпня 2023          |
| Чарльз, Мейбл і Олівер виводять свої стосунки на новий рівень під час нічного побачення, яке розкриває багато прихованих таємниць.                                                                      |                    |                      |                                       |                                                 |                         |
| 26 | 6                  | «Примарний ліхтар»   | Кріс Кох                              | Стів Мартін, Джон Гофман, Мадлен Джордж         | 5 вересня 2023          |
| Усі дороги ведуть тріо назад до театру Гусбері під час нервової грози. Разом з Говардом як своїм вони вистежують легендарного привида, який переслідував театр поколіннями.                             |                    |                      |                                       |                                                 |                         |
| 27 | 7                  | «КоБро»              | Шарієн Дабіс                          | Стів Мартін, Джон Гофман, Бен Філіп             | 12 вересня 2023         |
| Чарльз знаходить несподіване джерело для головної підказки, а Мейбл створює альтернативне тріо, щоб пролити світло на історію брата Бена та CoBro.                                                      |                    |                      |                                       |                                                 |                         |
| 28 | 8                  | «Проба»              | Шарі Спрингер Берман, Роберт Пульчіні | Стів Мартін, Джон Гофман, Піт Свонсон           | 19 вересня 2023         |
| Тиск зростає в найважливіший день репетиції шоу. Знайомий чиновник перевертає справу, а Чарльз повинен виконати свій номер, не збожеволівши.                                                            |                    |                      |                                       |                                                 |                         |
| 29 | 9                  | «Тридцять»           | Шарієн Дабіс                          | Стів Мартін, Джон Гофман, Елейн Ко              | 26 вересня 2023         |
| Знайшовши безліч підказок, підозрюваних і теорій, але не маючи конкретних відповідей щодо вбивства Бена, тріо винаходить особливий метод відтворення останніх моментів його життя.                      |                    |                      |                                       |                                                 |                         |
| 30 | 10                 | «Вернісаж»           | Джеймі Беббіт                         | Стів Мартін, Джон Гофман, Бен Сміт              | 3 жовтня 2023           |
| Чарльз, Мейбл і Олівер намагаються спіймати вбивцю під час вернісажу. У той час як мюзикл захоплює бродвейську публіку, тріо відважно вертиться позаду сцени, над сценою та навколо неї.                |                    |                      |                                       |                                                 |                         |

### Четвертий сезон (2024)
| № серії (загалом) | № серії (в сезоні) | Назва серії                     | Режисер(и)                            | Сценарист(и)                                    | Оригінальна дата показу |
| --- | ------------------ | ------------------------------- | ------------------------------------- | ----------------------------------------------- | ----------------------- |
| 31 | 1                  | «Одного разу на Заході»         | Джон Гофман                           | Стів Мартін, Джон Гофман, Джошуа Аллен Гріффіт  | 27 серпня 2024          |
| Чарльза, Олівера та Мейбл відправляють до Лос-Анджелеса, де кіностудія «Paramount» має намір екранізувати сюжет їхнього подкасту. Однак чарівний Голлівуд затьмарюється вбивством дублера та друга Чарльза Саза Патакі та розслідуванням вбивства. |                    |                                 |                                       |                                                 |                         |
| 32 | 2                  | «Ворота раю»                    | Джон Гофман                           | Стів Мартін, Джон Гофман, Крістін Ньюман        | 3 вересня 2024          |
| Мейбл і Олівер досліджують Західну вежу Арконії та потрапляють у пастку зловісної гри. Тим часом Чарльза відвідують два персонажі з його минулого.                                                                                                 |                    |                                 |                                       |                                                 |                         |
| 33 | 3                  | «Двоє в дорогу»                 | Кріс Кох                              | Стів Мартін, Джон Гофман, Бен Сміт              | 10 вересня 2024         |
| Чарльз, Олівер і Мейбл неохоче об’єднуються з новими партнерами – акторами Юджином Леві, Заком Галіфіанакісом і Євою Лонгорією. |                    |                                 |                                       |                                                 |                         |
| 34 | 4                  | «Каскадер»                      | Кріс Кох                              | Стів Мартін, Джон Гофман, Мадлен Джордж         | 17 вересня 2024         |
| Чарльз, Олівер і Мейбл занурюються в особливості життя каскадерів. Завдяки чому зустрічають підозрюваного з неймовірно знайомим обличчям. |                    |                                 |                                       |                                                 |                         |
| 35 | 5                  | «Адаптація»                     | Джессіка Ю                            | Стів Мартін, Джон Гофман, Дженніфер Джой Філбін | 24 вересня 2024         |
| Тріо протистоїть групі людей, які обманюють, маніпулюють і погрожують - голлівудському акторському складу і знімальній групі. |                    |                                 |                                       |                                                 |                         |
| 36 | 6                  | «Наближення»                    | Джессіка Ю                            | Стів Мартін, Джон Гофман, Рік Вінер             | 1 жовтня 2024           |
| Сестри знімають документальний фільм. |                    |                                 |                                       |                                                 |                         |
| 37 | 7                  | «Долина Ляльок»                 | Шарі Спрингер Берман, Роберт Пульчіні | Стів Мартін, Джон Гофман, Маттео Боргезе        | 8 жовтня 2024           |
| Налякані загрозою в Арконії, трійця тікає з міста. Сестра Чарльза надає притулок, але притулок за мить перетворюється на дурдом. |                    |                                 |                                       |                                                 |                         |
| 38 | 8                  | «Рятувальна шлюпка»             | Шарі Спрингер Берман, Роберт Пульчіні | Стів Мартін, Джон Гофман, Крістін Ньюман        | 15 жовтня 2024          |
| Чарльз, Олівер і Мейбл об’єднуються з акторами фільму для епічної битви проти заходу Арконії. |                    |                                 |                                       |                                                 |                         |
| 39 | 9                  | «Втеча з планети Клонго»        | Джеймі Беббіт                         | Стів Мартін, Джон Гофман, Бен Сміт              | 22 жовтня 2024          |
| У пошуках підказки Чарльз, Олівер і Мейбл повинні проникнути на знімальний майданчик, щоби дізнатися чому Сазз вбили. |                    |                                 |                                       |                                                 |                         |
| 40 | 10                 | «Весілля мого найкращого друга» | Джеймі Беббіт                         | Стів Мартін, Джон Гофман, Дженніфер Джой Філбін | 29 жовтня 2024          |
| Стають відомими остаточні відповіді на усі запитання сезону, але їх дізнаються не раніше, ніж тріо зіткнеться зі смертельною небезпекою та весіллям в Арконії.                                                                                     |                    |                                 |                                       |                                                 |                         |

## Виробництво

### Розробка
У січні 2020 року стало відомо, що Стів Мартін та Мартін Шорт зіграють у серіалі Hulu, створенням якого займеться сам Стів Мартін та Джон Гофман. Паралельно Мартін, Шорт та Гофман були призначені виконавчими продюсерами разом із Деном Фогельманом, під егідою студії 20th Television.

### Підбір акторів (кастинг)
Під час першого анонсу було оголошено, що Мартін і Шорт зіграють у серіалі в головних ролях. У серпні 2020 року Селена Гомес приєдналася до акторського складу серіалу та до об'єднання виконавчих продюсерів. У листопаді 2020 року роль отримав також Аарон Домінгес. У січні 2021 року до акторського складу серіалу приєдналася Емі Раян. Того ж місяця на епізодичну роль запрошено Натана Лейна.

### Зйомки
Основні знімання першого сезону розпочалися 3 грудня 2020 року в Нью-Йорку і закінчилися у квітні 2021 року.